# HTV-6
L'HTV-6 è stata una missione di rifornimento della stazione spaziale internazionale, la sesta effettuata con la navetta giapponese H-II Transfer Vehicle. La missione è stata lanciata il 9 dicembre 2016 dalla piattaforma 2 del complesso di Yoshinobu del centro spaziale di Tanegashima e ha raggiunto la stazione spaziale il 13 dicembre. Il 27 gennaio 2017, dopo 34 giorni, è stato effettuato l'unberthing dalla stazione e la navetta si è distrutta nel rientro atmosferico il 5 febbraio, come programmato. 

## Scopo
Gli scopi della missione erano:
- trasportare i rifornimenti alla stazione spaziale
- smaltire i rifiuti della stazione a termine missione
- testare le modifiche alla navetta e portare a termine gli esperimenti Solar Cell Film Array Sheet for Next Generation on Kounotori Six (SFINKS) e Kounotori Integrated Tether Experiment (KITE)

## Missione
Come per la precedente missione, la navetta Kounotori 6 ha trasportato rifornimenti importanti per la stazione spaziale, anche a causa del fallimento della missione Progress MS-04.
A differenza della navetta precedente, la Kounotori 6 presentava alcune modifiche. Il numero delle batterie a bordo è stato diminuito da sette a sei, il numero dei pannelli solari è stato ridotto a 48 e sono state rimosse alcune luci di navigazione che si trovavano nel lato rivolto la Terra durante le fasi di avvicinamento alla stazione.
Tra le altre modifiche, è stato utilizzato un nuovo Exposed Pallet rinforzato con una capacità di carico aumentata da 1,6 a 1,9 t. La navetta conteneva anche, per la prima volta, l'equipaggiamento per due esperimenti indipendenti da quelli della stazione spaziale: il Solar Cell Film Array Sheet for Next Generation on Kounotori Six (SFINKS) e il Kounotori Integrated Tether Experiment (KITE). 

### Carico della missione
Il carico della navetta era di circa 5900 kg:
Vano pressurizzato (3900 kg)
- JEM Small Satellite Orbital Deployer (J-SSOD)
- 7 CubeSat
- materiali per l'esperimento Two Phase Flow
- Position Sensitive Tissue Equivalent Proportional Chamber (PS-TEPC)
- High Definition TV Camera - Exposed Facility 2 (HDTV-EF2)
- Carbon Dioxide Removal Assembly (CDRA)

Vano non pressurizzato (1900 kg)
- 6 batterie agli ioni di litio per la stazione spaziale

Una parte importante del carico erano le sei batterie agli ioni di litio e un Carbon Dioxide Removal Assembly (CDRA) di ricambio per la stazione spaziale. 
La stazione spaziale, la cui orbita ha un periodo di 90 minuti, passa per 45 minuti nell'ombra della Terra. Per questo motivo è richiesto l'uso di batterie, che immagazzinano l'energia dei pannelli solari nei 45 minuti in cui è esposta alla luce del Sole e la rilasciano nei 45 minuti in cui i pannelli sono all'ombra. Originariamente le batterie erano di tipo NiH2, che hanno una vita di 10 anni. Allo scadere della loro vita utile, sono state sostituite da nuove batterie Li-ion. Le batterie di tipo NiH2, che hanno i vantaggi di sopportare un grande numero di cicli di carica e scarica, e non si danneggiano da fenomeni di sovraccarico, hanno lo svantaggio di avere l'effetto memoria. Le nuove batterie Li-ion hanno invece il vantaggio di essere più leggere e piccole, quindi con maggiore densità di energia e non soffrono dell'effetto memoria. Per contro, hanno in genere un vita più breve perché sostengono un minor numero di cicli di carica-scarica. 
Le batterie installate sulla stazione spaziale sono comunque state progettate per avere la stessa vita utile delle precedenti. La maggiore densità energetica ha permesso di sostituire 12 batterie NiH2 con 6 batterie Li-ion. In totale erano presenti 48 batterie, suddivise in quattro gruppi sui segmenti P6, P4, S6 e S4.
Le batterie trasportate in questa missione, che hanno sostituito le 12 batterie NiH2 nel segmento S4 sono state installate in due passeggiate spaziali (US EVA 38 e 39) a gennaio 2017. Le sei batterie destinate al segmento P4 sono state trasportate con la missione successiva HTV-7 a settembre 2018 e installate a durante le attività extraveicolari a marzo-aprile 2019 (US EVA 52, 53 e 54). Le batterie del segmento P6 sono state portate con la missione HTV-8 a settembre 2019 e installate durante cinque passeggiate spaziali a ottobre 2019 (US EVA 56, 57, 58) e gennaio 2020 (US EVA 62 e 63). Infine le ultime batterie presenti nel segmento S6 sono state portate sulla stazione spaziale tramite la missione HTV-9 e installate con quattro passeggiate spaziali a giugno-luglio 2020 (US EVA 65, 66, 67) e a febbraio 2021 (US EVA 70).
Il Carbon Dioxide Removal Assembly (CDRA) è un componente critico per il sistema di supporto vitale della stazione (Environmental Control and Life Support System), perché rimuove l'anidride carbonica dall'aria. Un CDRA contiene un componente che assorbe l'umidità dall'aria e un componente contenente zeolite che assorbe la CO2. La rimozione dell'umidità è necessaria per il buon funzionamento del componente assorbente. L'aria ripulita viene re-umidificata prima di essere rilasciata nell'ambiente. Quando la zeolite è satura, viene esposta al vuoto esterno per rimuovere la CO2 assorbita e rigenerarne la capacità assorbente. Il componente CDRA è delicato, ed è necessario avere a bordo dei ricambi. Nella stazione spaziale sono presenti due CDRA nel segmento orbitale americano: uno nel modulo Destiny e uno nel modulo Tranquility. Il segmento orbitale russo utilizza il sistema Vozdukh.
Il JEM Small Satellite Orbital Deployer (J-SSOD) era una versione aggiornata del precedente J-SSOD trasportato sulla stazione dalla missione HTV-3. Il nuovo J-SSOD aveva una capacità di lancio aumentata da 6U a 12U alla volta. 
Le High Definition TV Camera - Exposed Facility 2 sono due telecamere COTS con definizione HD (1080p) e 4K che sono state installate nell'Exposed Facility del laboratorio Kibo per l'osservazione della Terra. Fanno parte dell'iniziativa Sentinel Asia, per il monitoraggio di aree colpite da disastri. Le telecamere, comandate da Terra, sono in grado di riprendere immagini anche notturne e mantenere un inseguimento automatico dell'area di interesse.

#### Esperimenti scientifici
- Interfacial behaviors and Heat transfer characteristics in Boiling Two-Phase Flow (Two Phase Flow): l'esperimento Two Phase Flow aveva l'obiettivo di studiare il trasferimento di calore nell'ebollizione dei liquidi in microgravità. Lo scopo è lo studio del trasferimento di calore in flusso bifase di liquido e vapore, in ambiente di microgravità.[25][26][27][28] In questo esperimento è stato utilizzato perfluoroesano, un liquido di raffreddamento utilizzato nell'elettronica.[25] I dati prodotti dall'esperimento saranno utilizzati per progettare sistemi di controllo termico in veicoli e stazioni spaziali. La struttura per condurre l'esperimento, chiamata Two-Phase Flow Experiment Equipment è contenuta nel Multipurpose Small Payload Rack del laboratorio Kibo.[25]
- Positron Sensitive Tissue Equivalent Proportional Chamber (PS-TEPC): è uno strumento per la misurazione della dose equivalente di radiazioni determinando il trasferimento lineare di energia.[29] L'equipaggiamento contiene un involucro chiamato time projection chamber (TPC) riempito con un gas e contentente al suo interno la micropixel chamber (μPIC)[29], un insieme di elettrodi che rilevano la direzione e l'energia delle particelle.[2][29] I dati ottenuti potranno essere utilizzati per il monitoraggio delle radiazioni sia nelle future missioni spaziali con equipaggio sia in ambienti di lavoro a Terra come gli acceleratori di particelle ad alta energia e negli impianti nucleari.[29]

- Kounotori Integrated Tether Experiment (KITE): l'esperimento, condotto dopo che la navetta è stata sganciata dalla stazione spaziale, riguardava l'uso di un tether elettrodinamico, un cavo conduttore lungo 720 metri in grado di generare un campo elettrico. Questo metodo era ideato per far uscire dall'orbita dei detriti.[30][31][32] Tuttavia il test non ha avuto successo[33][34] a causa di un malfunzionamento che ha impedito l'estensione del cavo. Un esperimento con l'impiego di un filo conduttore, questa volta per generare elettricità, era stato compiuto durante la missione STS-46. Tuttavia non aveva avuto successo.
- Solar Cell Film Array Sheet for Next Generation on Kounotori Six (SFINKS): la navetta aveva installato nel modulo di servizio un pannello fotovoltaico con celle solari a film sottile a tripla giunzione per misurare la loro efficienza.[2]

### Carico smaltito
Oltre ai normali rifiuti, la navetta è stata utilizzata per smaltire le vecchie batterie NiH2 della stazione spaziale. Poiché l'Exposed Pallet può contenere nove batterie, tre batterie sulle 12 sostituite sono rimaste sulla stazione spaziale. 

### Pre-lancio

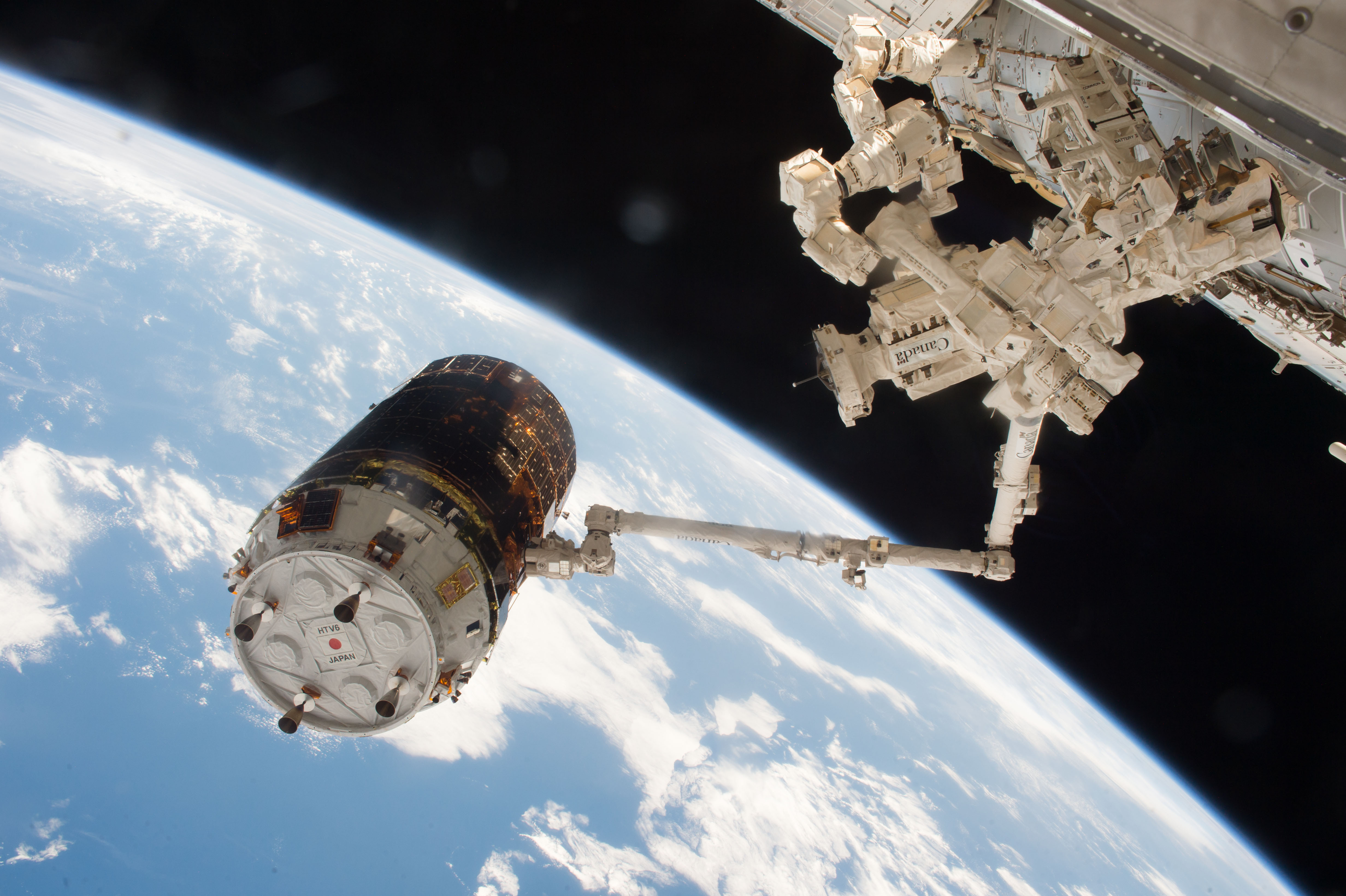
La navetta Kounotori 6 catturata dal braccio robotico della stazione spaziale

A giugno sono iniziate le operazioni di installazione del carico nella navetta, e il lancio è stato fissato per il 1 ottobre. Tuttavia, all'inizio di agosto è stata rilevata una perdita in una tubatura, e di conseguenza il lancio è stato rinviato. Il 7 ottobre è stato annunciata la nuova data di lancio, che è stata fissata per il 9 dicembre.

### Cronologia

#### 9 dicembre (lancio)
La navetta Kounotori 6 è stata lanciata dal centro spaziale di Tenagashima il 9 dicembre alle 13:26 UTC con un lanciatore H-IIB. Dopo essersi separata dal secondo stadio, che l'ha posta nell'orbita iniziale con apogeo a 300 km e perigeo a 200 km, la navetta ha attivato i suoi sistemi e stabilito le comunicazioni con il centro di controllo a Tsukuba attraverso la rete satellitare TDRS. 

#### 13 dicembre
La navetta ha concluso alle 6:17 UTC del 13 dicembre la terza e ultima manovra chiamata Height Adjustment Maneuver (HAM), per innalzare l'orbita e raggiungere la stazione spaziale. La seconda manovra è stata completata alle 3:12 UTC e la prima è stata effettuata l'11 dicembre alle 18:11 UTC. Una volta giunta ad una distanza di 23 km, la navetta ha attivato le comunicazioni con la stazione spaziale attraverso il sistema Proximity Communication System (PROX), e tramite la navigazione GPS relativa si è portata a 500 m. Dopo la fase di avvicinamento finale, la navetta è arrivata al punto di aggancio ad una distanza di 10 m. Alle 10:39 JST, l'astronauta Shane Kimbrough e Thomas Pesquet hanno usato il braccio robotico della stazione per catturare la navetta ed effettuare il berthing al portello di Nadir del modulo Destiny. L'operazione è terminata alle 14:48 UTC. Le connessioni tra la stazione e la navetta sono state completate alle 18:24 UTC.

#### 14 dicembre
L'equipaggio ha aperto i portelli tra la stazione spaziale e la navetta e sono entrati nel modulo pressurizzato alle 4:44 JST del 14 dicembre. Tramite il braccio robotico della stazione è stato agganciato l'Exposed Pallet contenuto nel modulo non pressurizzato.

#### 3 gennaio
I controllori di volo hanno utilizzato da remoto il braccio robotico DEXTRE per rimuovere quattro batterie NiH2 dal circuito 3A, uno degli otto del sistema elettrico della stazione, spostandone tre nell'External Pallet e installandone una temporaneamente su una piattaforma del braccio DEXTRE. Successivamente hanno spostato le tre nuove batterie Li-ion dall'Exposed pallet nel loro alloggiamento nel segmento S4. 

#### 6 gennaio

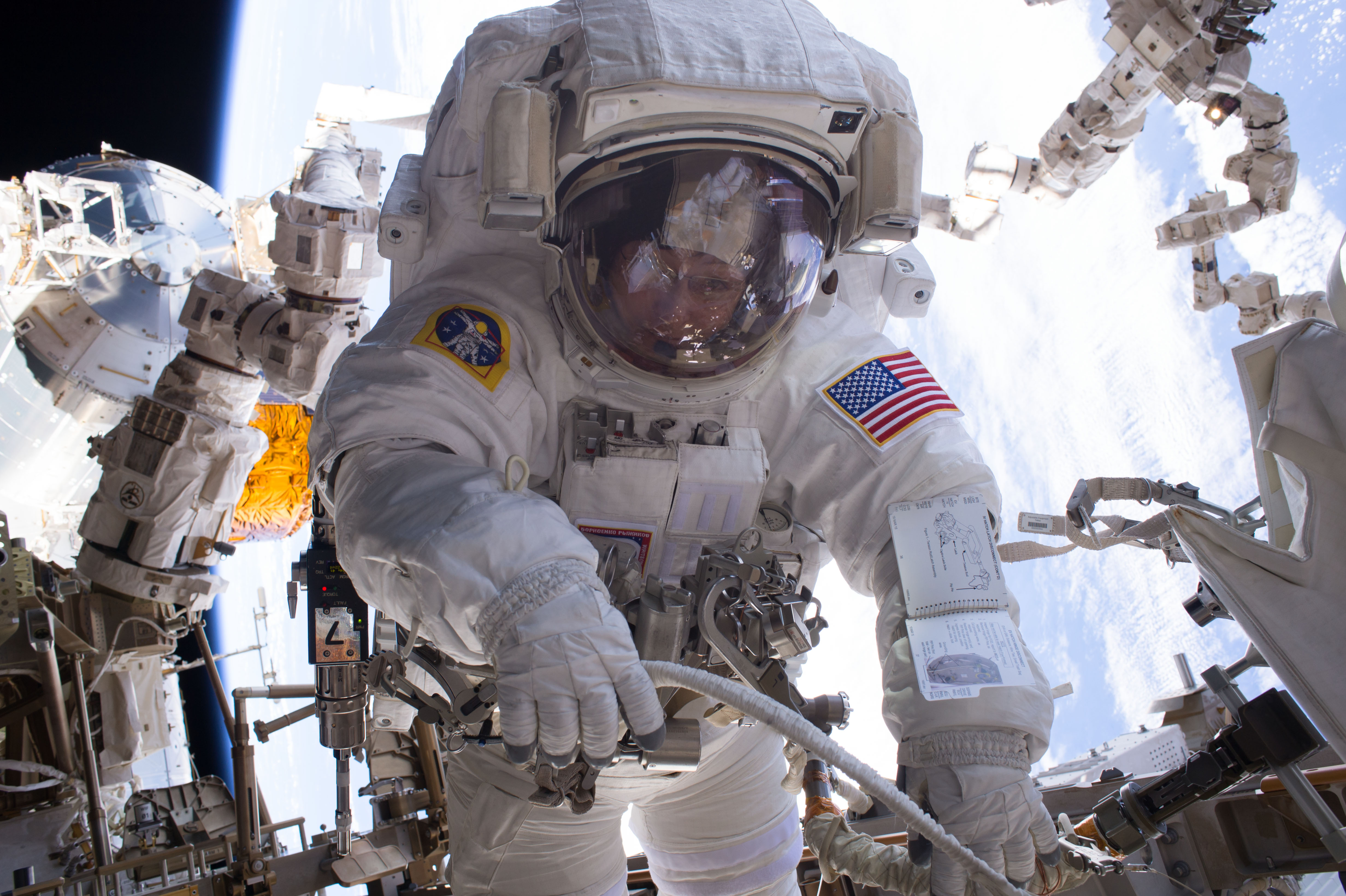
L'astronauta Peggy Whitson durante la passeggiata spaziale EVA 38

Gli astronauti Shane Kimbrough e Peggy Whitson hanno completato la prima passeggiata spaziale (EVA 38) per l'installazione delle tre nuove batterie al circuito 3A.

#### 10 gennaio
I controllori di volo hanno nuovamente impiegato il braccio DEXTRE per spostare le ultime tre batterie nuove dall'Exposed Pallet al loro alloggiamento nel segmento S4, appartenente al circuito 1A e hanno rimosso un'altra batteria vecchia.

#### 20 gennaio
Nella seconda passeggiata spaziale (EVA 39), gli astronauti Shane Kimbrough e Thomas Pesquet hanno collegato le ultime tre batterie Li-ion al circuito 1A della stazione.. Nei giorni successivi, tramite il braccio DEXTRE sono state spostate le ultime quattro batterie vecchie nell'Exposed Pallet, per un totale di nove batterie. 

#### 23 gennaio
L'Exposed Pallet è stato reinstallato nel modulo non pressurizzato. Nel frattempo, l'equipaggio della stazione ha completato gli ultimi trasferimenti dal modulo pressurizzato.

#### 27 gennaio

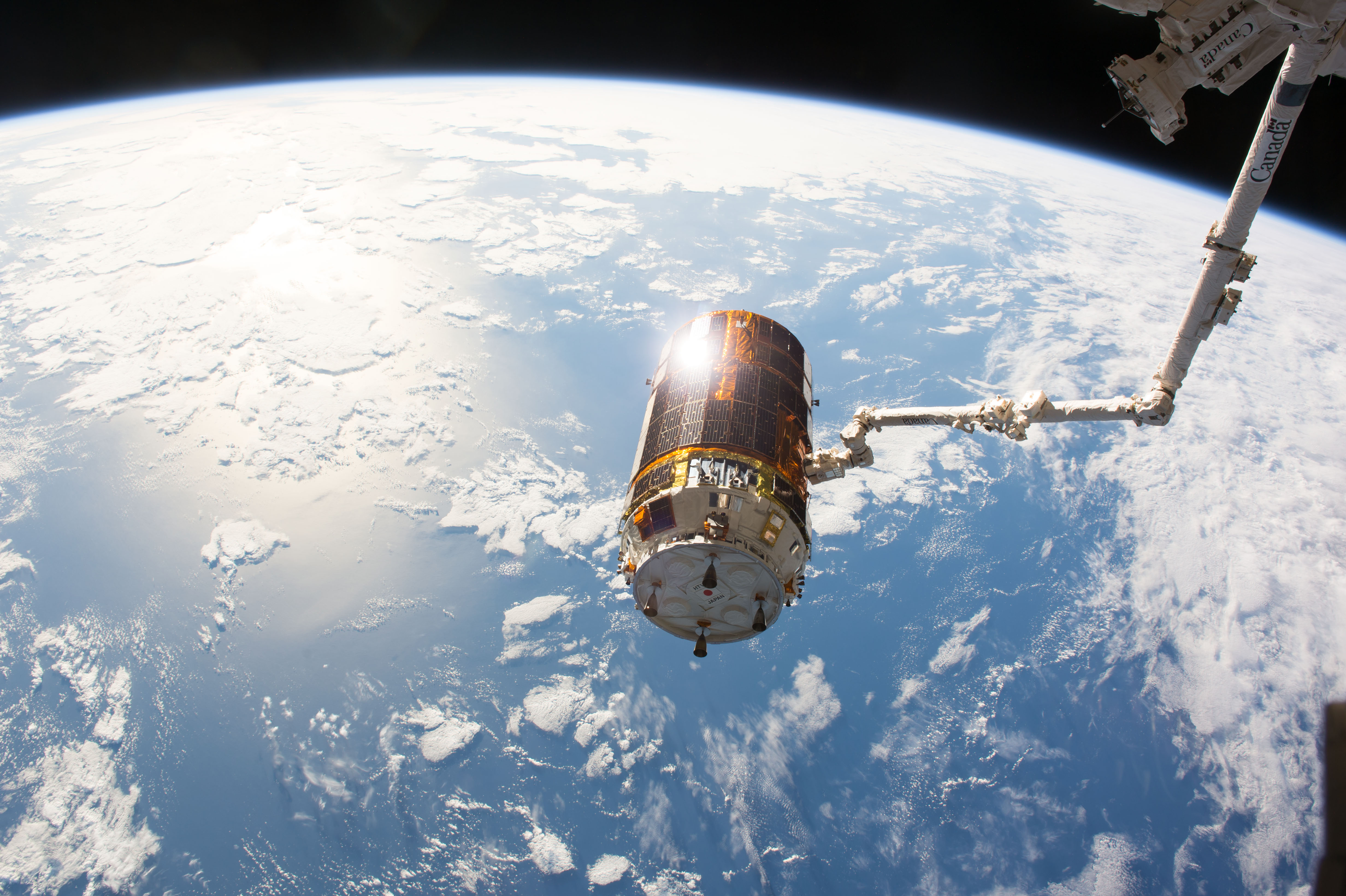
Fase di unberthing dalla stazione

L'equipaggio ha chiuso i portelli tra la navetta e la stazione alle 11:22 UTC del 26 gennaio ed è statao effettuato l'unberthing dal modulo Harmony tramite il braccio robotico della stazione alle 10:59 UTC del giorno successivo e spostata nel punto di rilascio qualche ora dopo.

#### 28 gennaio
L'Esperimento KITE, previsto dopo l'unberthing dalla stazione, prevedeva il rilascio di un cavo conduttore lungo 700 m collegato ad una massa da 20 kg. La massa sarebbe stata espulsa con un sistema a molla che avrebbe srotolato il cavo. Tuttavia il cavo non si è dispiegato a causa del malfunzionamento del meccanismo che avrebbe dovuto rilasciare la massa. 

#### 5 febbraio (rientro)
La navetta ha iniziato le operazioni per l'uscita dall'orbita con la prima delle manovre chiamate De-Orbit Maneuver (DOM) alle 8:42 UTC. La seconda manovra alle 10:12 UTC e la terza alle 14:42 UTC. Alle 15:06 UTC la Kounotori 6 ha raggiunto i 120 km di altezza e si è distrutta sopra ad un punto predefinito dell'oceano Pacifico, completando la missione.